# Schloss Bevern

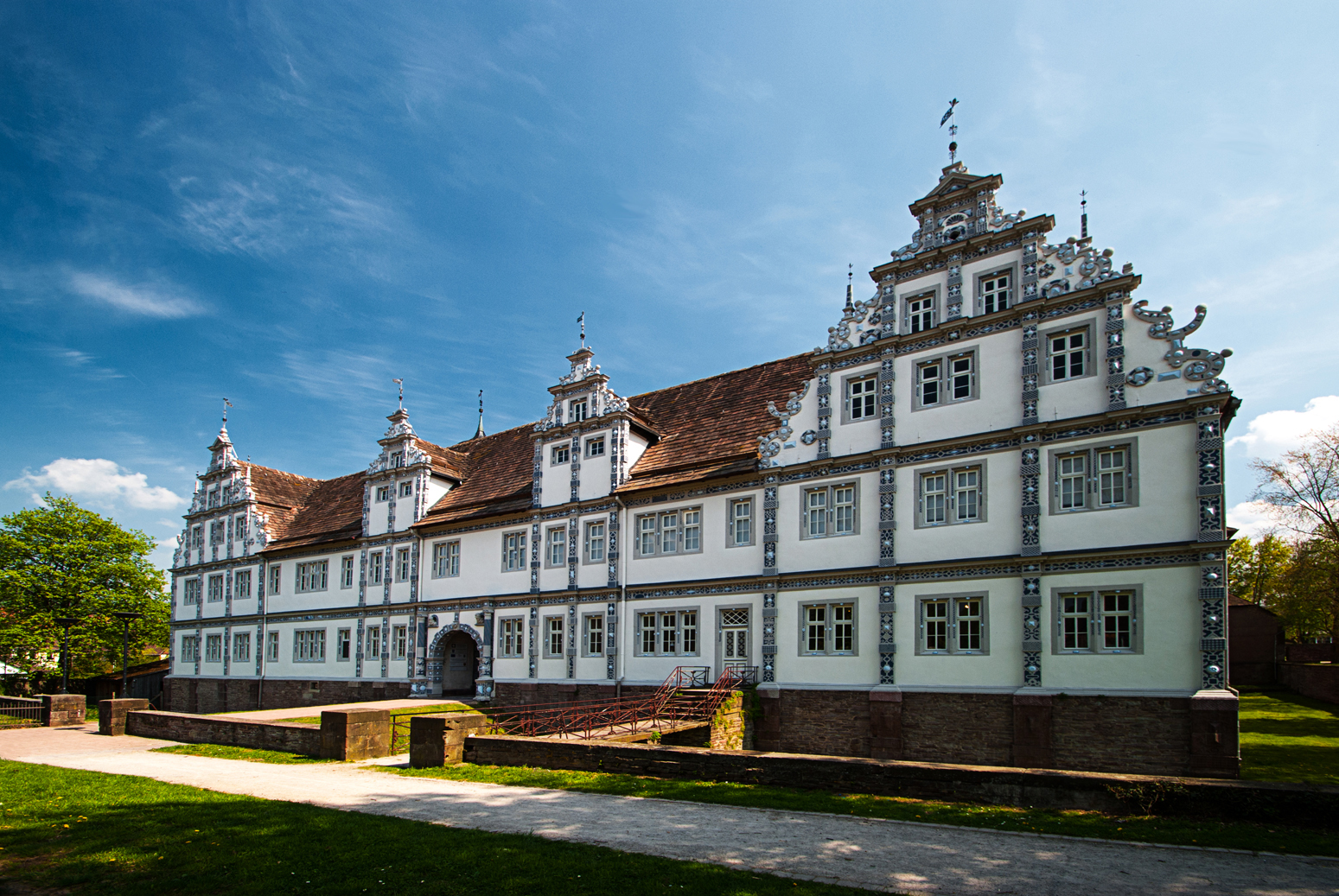
Schloss Bevern, 2013

Das Schloss Bevern liegt in Bevern im Süden des Landkreises Holzminden in Niedersachsen. Der Schlossbau gehört zu den bedeutendsten Baudenkmälern der Weserrenaissance und wurde von 1603 bis 1612 durch Statius von Münchhausen an der Stelle eines alten Herrensitzes erbaut.

## Baubeschreibung
Schloss Bevern besteht aus einem um einen fast quadratischen Innenhof errichteten zweigeschossigen Vierflügelbau, dessen Obergeschosse ursprünglich durch zwei Treppentürme erschlossen wurden. Der Kernbau wird von einem Wassergraben mit zwei Brücken umgeben, an dem sich östlich der heute überbaute Schlossgarten, westlich Reste des Torhauses und der Schloss-Scheune anschließen. Ursprünglich gehörten zum Schloss zudem 14 Wirtschaftsgebäude.

## Geschichte

### Vorgängeranlage
Anstelle des heutigen Schlosses stand eine Vorgängeranlage der Herren von Bevern. Ursprünglich ein Sattelhof, wird sie 1446 auch als „borghof“ und verschiedentlich auch als „veste“ bezeichnet. Offensichtlich war der Hof burgartig befestigt gewesen. Bei zwischen 1984 und 1987 durchgeführten Ausgrabungen sind im östlichen Teil des Innenhofes einige Mauerzüge gefunden worden, die zum mittelalterlichen Vorgängerbau gehören dürften. Diese lassen sich aber nicht zu einem schlüssigen Bild der Vorgängeranlage zusammenfügen. Ansonsten ist von ihr nur bekannt, dass sie mit einem Wall befestigt war, der 1606 beim Schlossbau beseitigt wurde.

### Schloss

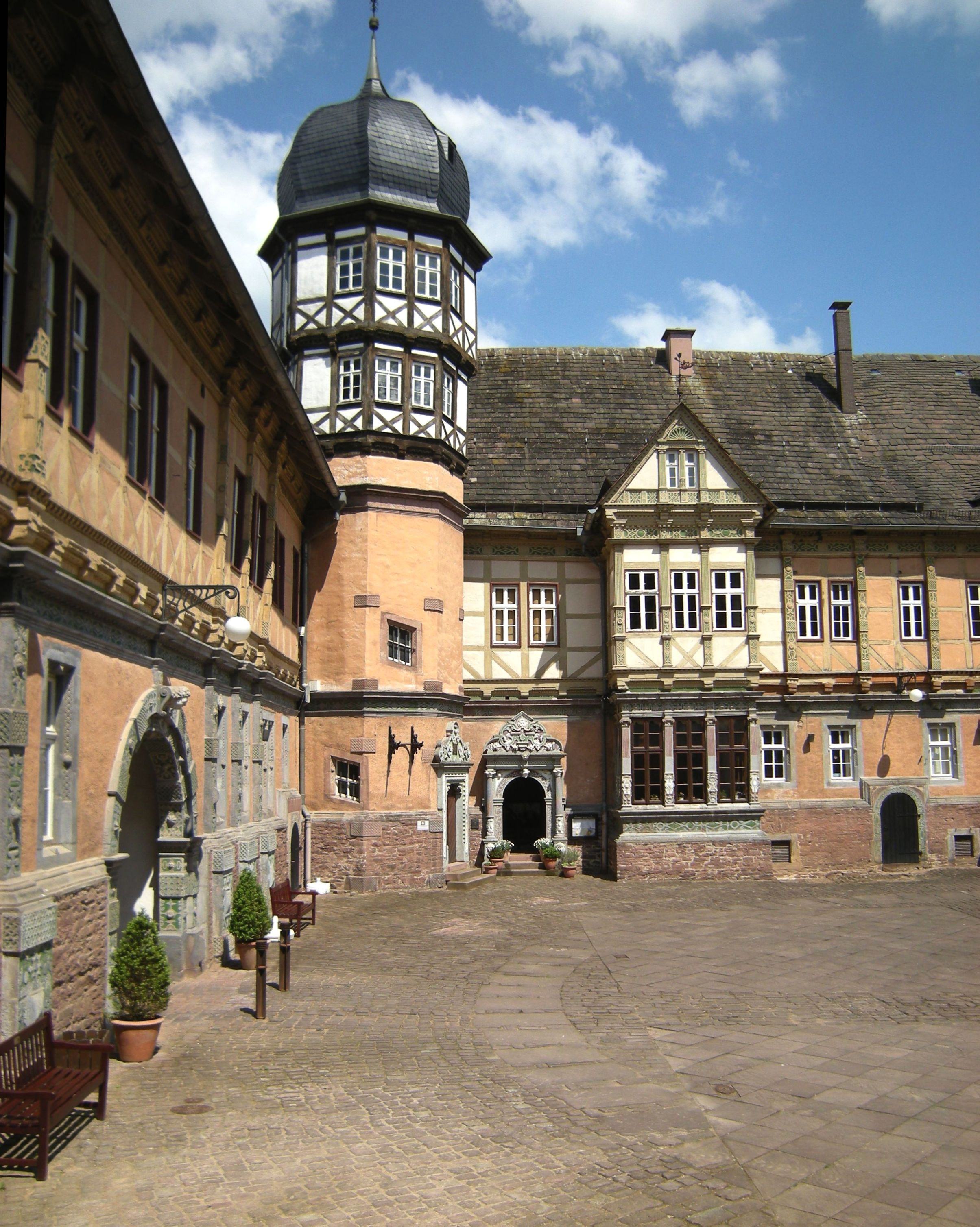
Schlossturm

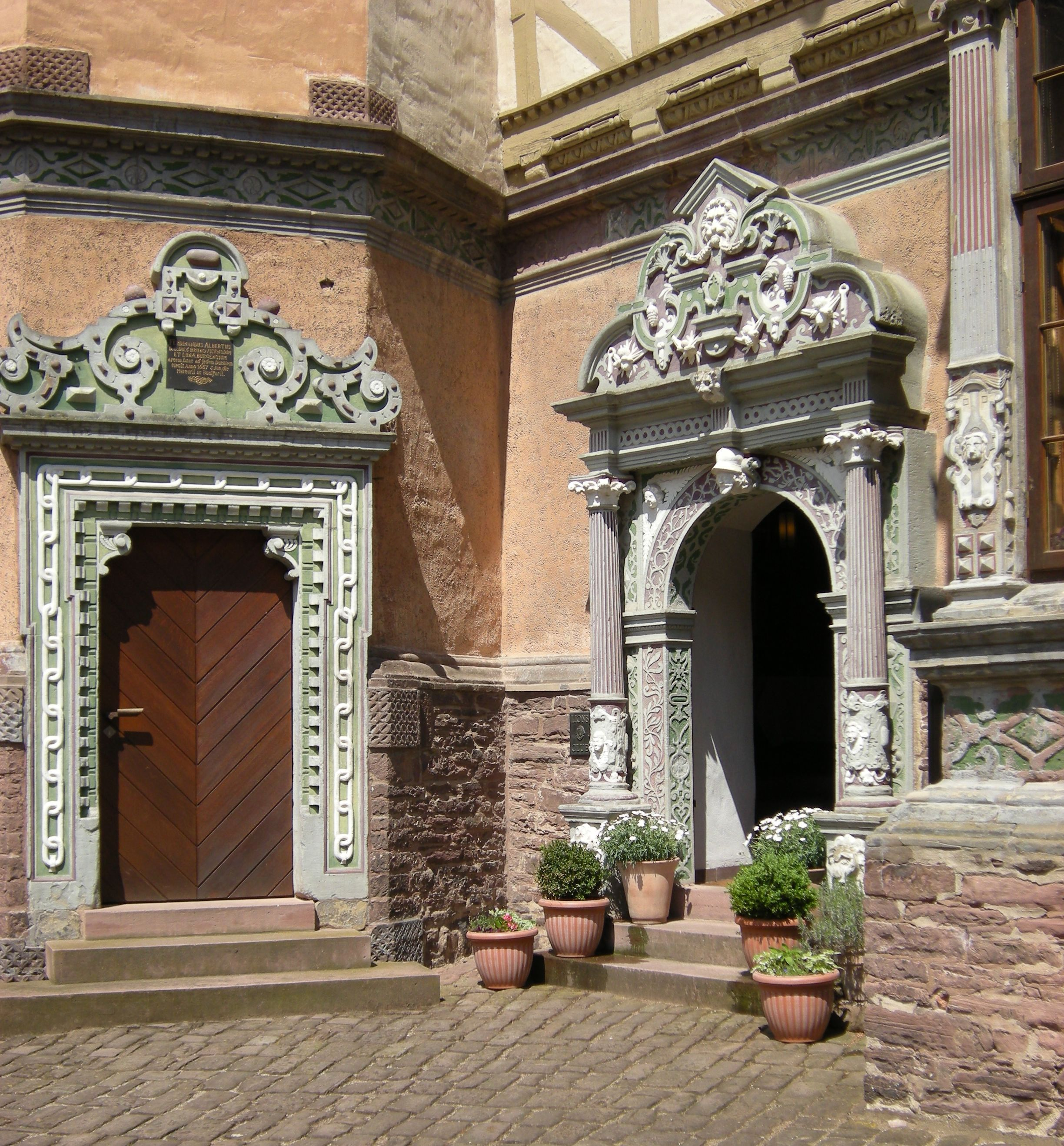
Eingangsportale des Schlosses

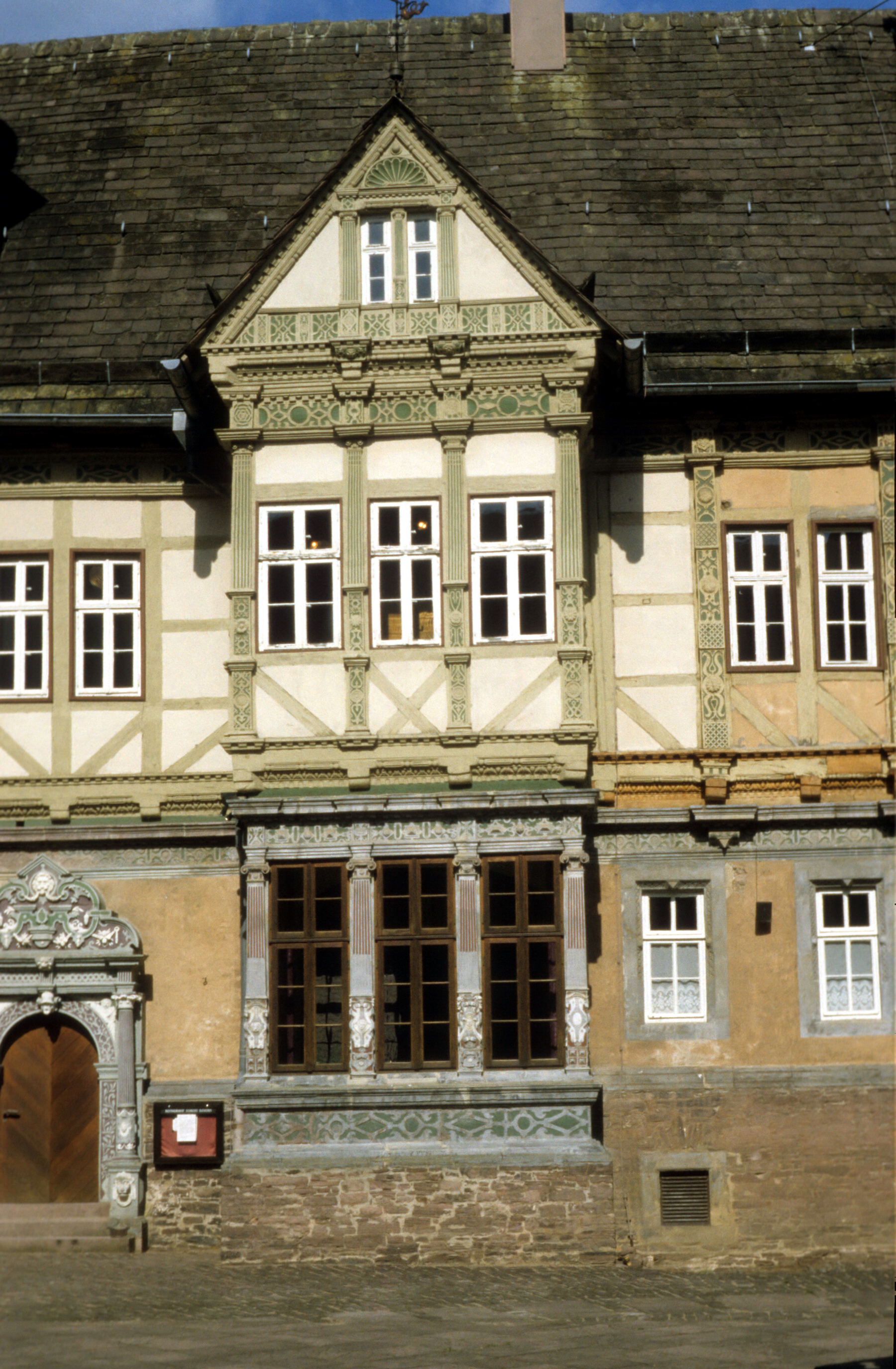
Utlucht (Standerker am Schloss)

Statius von Münchhausen, ein Sohn des zu großem Reichtum gekommenen Söldnerführers Hilmar von Münchhausen, Spross der schwarzen Linie des Adelsgeschlechts Münchhausen und einer der bedeutendsten Unternehmer seiner Zeit, hatte sich 1584 rechtzeitig die Lehnsanwartschaft auf diesen Besitz gesichert, da es möglich erschien, dass das bisher hier ansässige Adelsgeschlecht von Bevern im Mannesstamme erlöschen und dann das Lehen vom Lehnsherrn eingezogen und neu ausgegeben würde. Mit Brun-Arndt von Bevern verstarb 1588 der letzte legitime männliche Erbe derer von Bevern, da seine Ehe mit Gertrude von Falkenberg kinderlos geblieben war. Eine nicht lehnsfähige Bastardlinie lebte weiterhin im Ort. Statius von Münchhausen übernahm daraufhin ab 1590 das Lehen Bevern, bestehend aus dem Sattelhof, fünf Hufen Landes, sechs Kothöfen und dem halben Zehnten. Ebenso hatte es bereits 1566 sein Vater Hilmar mit Wendlinghausen gehalten, nachdem er schon zahlreiche andere Güter – insbesondere 1564 das säkularisierte Kloster Leitzkau bei Magdeburg – erworben hatte. Letzteres baute Statius unter Heranziehung von Steinmetzen aus dem Weserraum ab etwa 1593 zu einem Renaissanceschloss um. Nachdem er diesen gewaltigen Bau vollendet hatte, machte er sich von 1603 bis 1612 an den nicht weniger aufwendigen Neubau von Schloss Bevern.
Als Baumeister gilt der Hamelner Johann Hundertossen, der ab 1596 auch das Schloss Schwedesdorf in Lauenau für einen Vetter aus der weißen Linie, Otto von Münchhausen, errichtete. Zahlreiche Details sowohl in Leitzkau als auch in Bevern lassen vermuten, dass dieselben Handwerker aus der Werkstatt des Steinmetzen Johann von Mehle daran beteiligt waren, die auch 1586 das Alfelder Rathaus im Renaissancestil umbauten. Weitere, eher als Amtssitze anzusprechende Schlösser ließ Statius in Bodenwerder und Bolzum erbauen; zudem insgesamt neun Kirchen in seinen Gutsdörfern, einschließlich seiner Grablege, der St. Johanniskirche zu Bevern. Seinen Vetter Jürgen Klencke beriet er beim Bau der Hämelschenburg.
Im Jahre 1618 geriet der Bauherr infolge der Inflation der Kipper- und Wipperzeit in wirtschaftliche Schwierigkeiten. Er wurde schließlich Opfer einer Intrige des sogenannten „Regiments der ungetreuen Drosten“ des Herzogs Friedrich Ulrich von Braunschweig-Wolfenbüttel. Durch die Rückforderungen seiner Kreditgeber und unter dem Druck der finanziellen Forderungen in Höhe von 240.000 Talern, die einer der herzoglichen Räte, der Obrist Arndt von Wopersnow, der Ehemann von Statius von Münchhausens Nichte, durch Ankauf von Schuldscheinen erhob, musste er seinen Konkurs erklären. Er behielt das Schloss und das Lehen Bevern aber im Rahmen einer Zwangsverwaltung durch Herzog Friedrich Ulrich von Braunschweig-Wolfenbüttel inne. Durch Bittstellung, auch an den Kaiser, erreichte Statius, dass eine Bilanz erstellt wurde. Diese ergab, dass sein Gesamtvermögen von 1.320.565 Talern seine Schulden in Höhe von 1.011.484 Talern übertraf. Mit Ausbruch des Dreißigjährigen Krieges geriet das weitere Verfahren ins Stocken.
Am 27. März 1633 starb Statius von Münchhausen und wurde in der Kirche von Bevern beigesetzt. Seine Witwe Dorothea von Bothmer musste das Schloss an Herzog August den Jüngeren von Braunschweig und Lüneburg abtreten, der es als Jagdschloss und Amtshaus nutzte. Im Dreißigjährigen Krieg wurde 1640 Holzminden von kaiserlichen Truppen niedergebrannt. Dorothea von Bothmer verhinderte die Besetzung des Schlosses mit Hilfe von braunschweigischen Soldaten. 1652 verließ sie im Alter von 72 Jahren das Schloss, in dem ständig Soldaten einquartiert waren, und erhielt einen Hof in Höxter. Bis 1666 blieb das Schloss ungenutzt, und erst nach heftigen Erbauseinandersetzungen und einem Erbvergleich erhielt am 23. Mai 1667 der jüngste Sohn des Herzogs, Ferdinand Albrecht I. (der „Wunderliche von Bevern“), das Schloss mit einer jährlichen Apanage von 8800 Talern und Grundrechten als Residenz. Mit der Übernahme als Residenz am 5. Juni 1667 gründete er die herzogliche Nebenlinie Braunschweig-Bevern (bis 1884 bestehend). Im selben Jahr heiratete Ferdinand Albrecht I. Christine von Hessen-Eschwege; aus der Ehe gingen elf Kinder hervor. Die herzogliche Residenz spiegelte die Interessen des Herzogs wider, der eine Kunstkammer und einen der ersten Theatersäle in Norddeutschland einrichtete. Eine Hofdruckerei diente zum Verlegen eigener Werke. Wie seine regierenden Halbbrüder in Braunschweig beanspruchte er die Halsgerichtsbarkeit. Im April 1671 fand auf dem Schlosshof die einzige Hinrichtung statt. Der Burggraf Johann Stahlmann wurde wegen der Erschießung von Bernhard Wienecken, dem Leibknecht des Herzogs, zum Tode verurteilt und nach Abschlagen einer Hand enthauptet. Am 23. April 1687 verstarb Ferdinand Albrecht I., und das Schloss diente als Witwensitz für Christine von Hessen-Eschwege. Die Söhne des Herzogs wurden in Wolfenbüttel erzogen.

### 18. Jahrhundert
Im Jahre 1704 erhielten die Erben von Statius von Münchhausen in einem Vergleich nur 16.000 Taler zugesprochen. 1713 erfolgte eine Erbteilung des Schlosses zwischen Ernst Ferdinand und Ferdinand Albrecht II. Die Kapelle im Schloss wurde bis zum 19. Dezember 1717 vom Obergeschoss in die darunter gelegenen Räume verlegt.
Mit Ferdinand Albrecht II. erlangte die Linie 1734/1735 die Regentschaft im Fürstentum Braunschweig-Wolfenbüttel. Am 28. August 1714 wurde hier sein Sohn Anton Ulrich von Braunschweig geboren. 1746 erbte der in preußischen Diensten stehende Herzog August Wilhelm das Schloss; er verweilte im Gegensatz zu seinen jüngeren Geschwistern Friedrich Georg und Marie Anna nur selten in Bevern. Ab 1773 gab es die Hofhaltung nicht mehr. 1781 erbte Herzog Friedrich Karl Ferdinand das Schloss, nutzte es aber nur gelegentlich als Sommerresidenz. Der in dänischen Diensten stehende Generalfeldmarschall residierte in Kopenhagen und Glücksburg. 1793 gründete Friedrich Karl Ferdinand die Bevernsche Armenstiftung.
Das Schloss wurde bis ins späte 18. Jahrhundert von den Mitgliedern der Nebenlinie Braunschweig-Bevern als Residenz genutzt. 1798 wurde es zu einem Pensionärssitz für frühere Bedienstete. Ein Kommerzienrat betrieb zeitweilig eine Knopffabrik im Schloss.

### 19. Jahrhundert

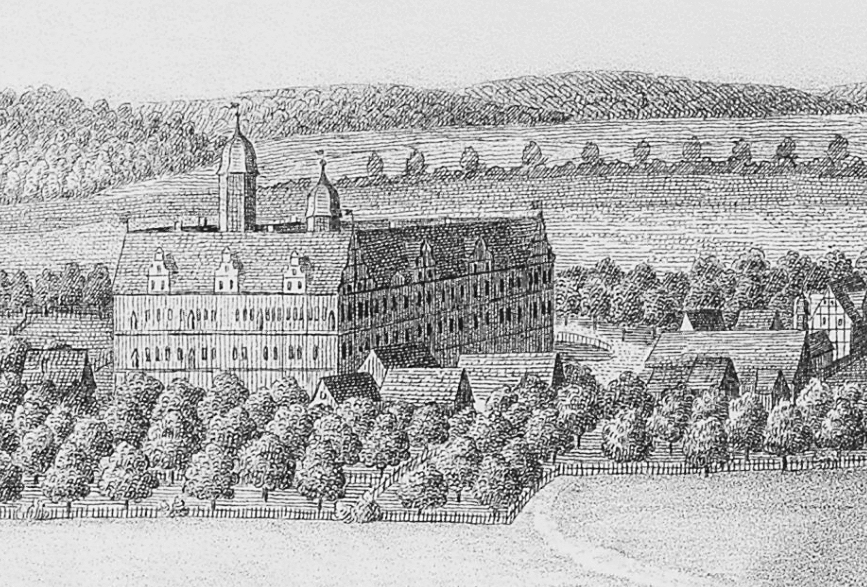
Schloss Bevern um 1850

1802 gab es Pläne zur Einrichtung einer Erziehungsanstalt für junge Frauenzimmer. 1806 fiel nach der französischen Annexion des Fürstentums Braunschweig-Wolfenbüttel das Schloss zum Königreich Westphalen. Nach den Befreiungskriegen und mit dem Tod von Friedrich Karl Ferdinand 1809 erlosch das jüngere Haus Braunschweig-Bevern. Sein Erbe fiel zunächst an seine Witwe Anna Karoline, eine Tochter von Fürst Wilhelm Heinrich, die aber in Glücksburg blieb. Mit dem Tod von Anna Karoline fiel der Besitz 1824 an das Herzogtum Braunschweig. Das Schloss diente fortan als Wohnsitz für verdiente Helden der Befreiungskriege und pensionierte Hofbedienstete. 1830 erfolgte der Abbruch des äußeren Tores.
Von 1832 bis 1834 erfolgte nach einem umfassenden Umbau die Einrichtung einer Herzoglichen Besserungs- und Arbeitsanstalt, der sogenannten „Correctionsanstalt“ mit Wohnungen und Werkstätten. 1835 zerstörte ein von einem Korrigenden gelegter Brand den Südostturm. Am 17. August 1839 kam es zu einem Aufstand von Korrigenden, bei dem zwei Arbeitssäle ausbrannten. Die Beveraner Bürgerwehr schlug den Aufstand nieder. 1855 kam es zu einem Brand des Flachsmagazins im Ostteil des Schlosses. Am 22. Dezember 1870 wurde die „Correctionsanstalt“ aufgehoben und alle Erwachsenen nach Wolfenbüttel verlegt. Rund 3000 Menschen wurden in den 30 Jahren umerzogen. Die Korrigenden konnten frühestens nach fünf Jahren die Anstalt verlassen. An der Stelle wurde am 22. Dezember 1870 die Anstalt in die Herzoglich Braunschweigische Erziehungsanstalt Wilhelmsstift für elternlose Kinder umgewandelt. In der Erziehungsanstalt wurden Kinder und Jugendliche vom 7. bis zum 15. Lebensjahr, ab 1890 auch bis zum 20. Lebensjahr, aufgenommen. Es entstanden Schulräume, Wohnzimmer, Werkstätten, ab 1882 eine Turnhalle, Stallgebäude und ab 1889 ein Krankenhaus mit Kinderheim. Eine neue Kapelle mit einer neuen Orgel wurde ebenfalls errichtet. Der Braunschweigische Hofdekorations- und Kirchenmaler Adolf Quensen gestaltete die Wandmalereien im Wilhelmsstift. 1918 gehörte die Erziehungsanstalt zum Freistaat Braunschweig.

### 20. Jahrhundert

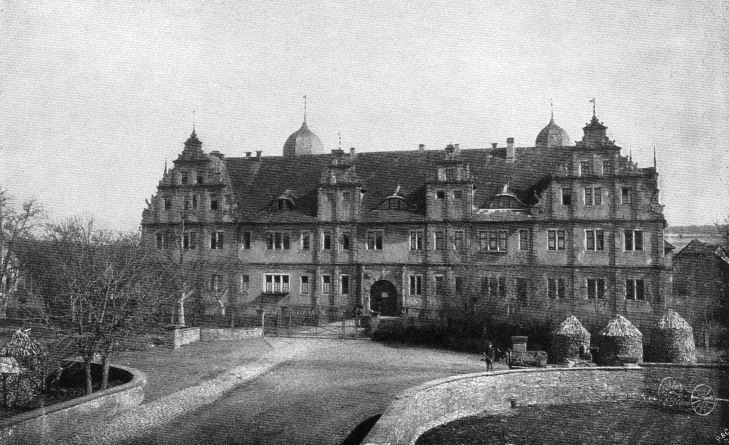
Schloss Bevern, ca. 1909

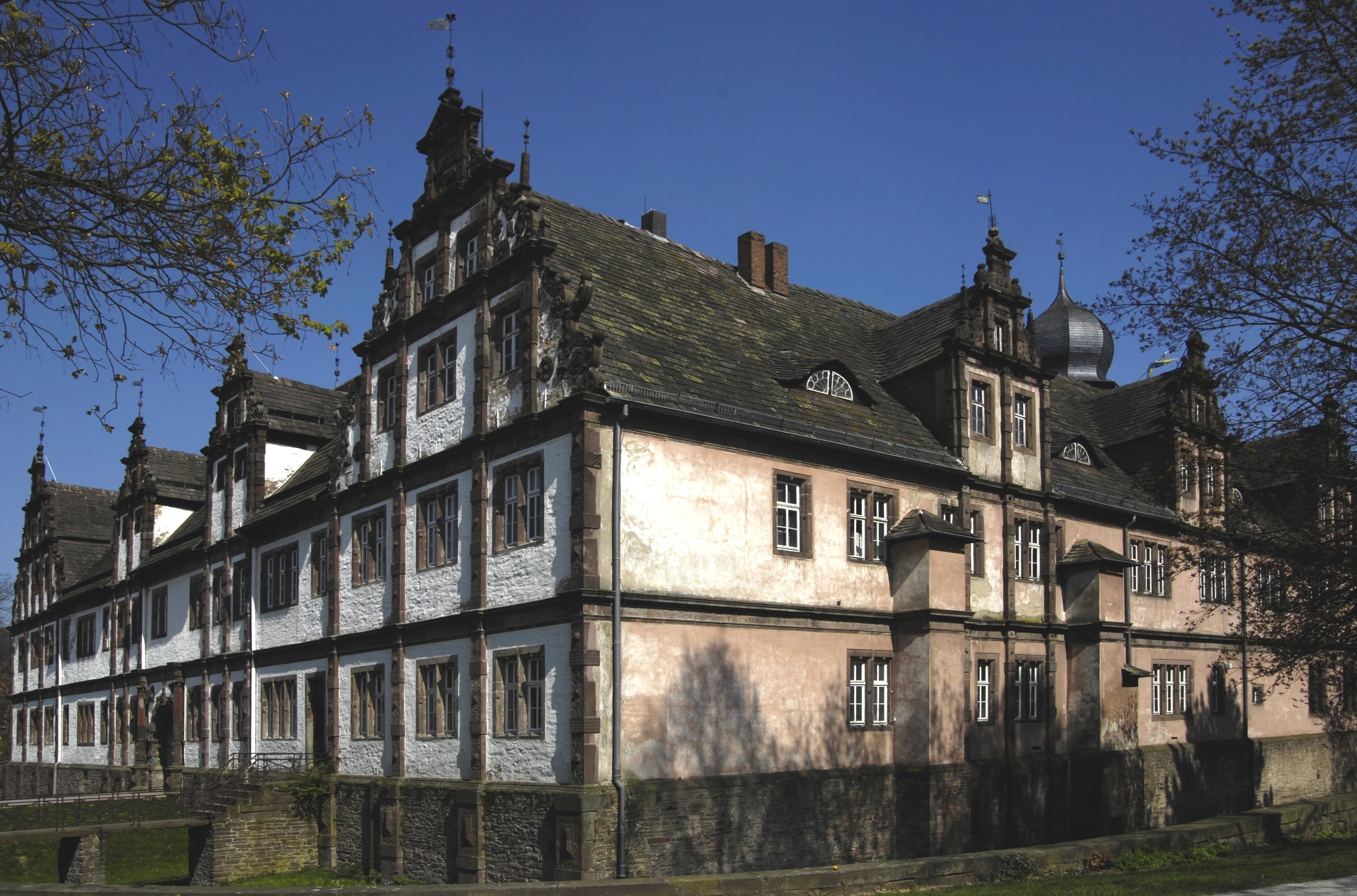
Schlossfassade und Schlossgraben, 2010

Während der Zeit des Nationalsozialismus übertrug der Freistaat Braunschweig das Schloss ab 1933 der SA, die es als Sportschule nutzte. Von 1935 bis 1945 wurde das Schloss von Teileinheiten von Pionier-Bataillonen der Wehrmacht als Kaserne genutzt, u. a. vom Pionier-Bataillon 20 (Ergänzungs-Kompanie) und Pionier-Bataillon 56 (Ergänzungs-Kompanie). Ab 1939 wurde die Ergänzungs-Kompanie Pionier-Bataillon 56 zur 5. Kompanie des Pionier-Bataillons 19. Nach dem Ausbruch des Zweiten Weltkriegs wurde nur noch das Infanterie-Pionier-Ersatz-Bataillon 216 in der Pionierkaserne Schloss Bevern untergebracht sowie kurzzeitig noch die Pionier-Ersatz-Kompanie 71.
Nach der Eroberung durch US-amerikanische Truppen im Mai 1945 wurde im Schloss zunächst ein Übergangs- und Flüchtlingslager für russische und polnische Kriegsgefangene und Zwangsarbeiter und von 1947 bis 1949 ein DP-Lager für rund 800 heimatlose Letten eingerichtet. 1949 fiel das Schloss an den 1569 gegründeten Braunschweigischen Vereinigten Kloster- und Studienfonds als Rechtsnachfolger des Freistaates Braunschweig. Aufgrund der enormen Renovierungskosten für das Schloss suchte die Stiftung einen neuen Eigentümer. Der ermittelte Schätzwert von 811.855 DM mündete schließlich in eine Kaufpreisforderung von 218.000 DM. Nach mehrjährigen Verhandlungen kaufte der Flecken Bevern das Objekt im Jahr 1957 vom Braunschweigischen Vereinigten Kloster- und Studienfonds für 100.000 DM. Der Landkreis Holzminden hatte 50.000 DM geboten. Die Gemeinde nutzte das Schloss fortan, um es als Wohnraum, als Vereinsheim und als provisorische Schule zu vermieten. Der Westflügel des Schlosses wurde als Lager für einen Möbelgroßhandel (Fa. Hinze) genutzt. Die Schlosskapelle wurde 1947 bis 1968 der katholischen Kirchengemeinde zur Verfügung gestellt. Bedeutende Nebengebäude wie die Schlossscheune, das Brauhaus, die Schmiede, das Armenhaus, die Waschanstalt und das Domänenpächtergebäude wurden von der Gemeinde Bevern verkauft.
Seit 1976 befindet sich ein Heimatmuseum im Schloss und zeigt Sammlungsstücke zur Geschichte des Ortes Bevern sowie Mineralien und Fossilien. 1981 begann mit Mitteln des Landes Niedersachsen die Restaurierung des Schlosses im Sinne des Zustandes von 1897, da eine Wiederherstellung des Zustandes von 1717 nicht realisierbar erschien. Die restaurierte Schlosskapelle wurde am 15. Dezember 1984 eröffnet. 1986 übernahm der Landkreis Holzminden das Schloss von der Gemeinde Bevern. Der Landkreis restaurierte Teile des Gebäudes, erweiterte es für Ausstellungen und integrierte ein renommiertes Restaurant, das von Manfred Kobinger geleitet wurde. Am 19. Mai 1987 wurde ein Freundeskreis Schloss Bevern als Förderverein gegründet, der ab 1996 zum parallel zum Kulturressort des Landkreises Holzminden Kulturveranstalter wurde. Seit 1988 fanden im Nordwestbereich des Obergeschosses auch Ausstellungen statt, darunter u. a. die internationale Ausstellungen Die Balten (1988), Schätze der Ostgoten (1995), Die Vandalen (2004) (unter anderen unterstützte Polen die Ausstellung mit 2,9 Millionen DM) oder Das silberne Pferd. Archäologische Schätze zwischen Schwarzem Meer und Kaukasus (2010) statt.
Das Weserrenaissanceschloss ist heute ein Kulturzentrum mit Konzert- und Theaterprogramm sowie Wechselausstellungen. Seit 2008 ist das Schloss zugleich Standort der Erlebniswelt Renaissance (EWR).
Bis Juni 2012 wurde die neue Westfassade des Schlosses Bevern neu gestrichen. Ab dem 14. Januar 2012 gab es zum 400-jährigen Schlossjubiläum eine große Ausstellung mit dem Titel „Bist Du nicht artig, kommst Du nach Bevern!“ im Kulturzentrum Weserrenaissance Schloss Bevern, die von der wechselvollen Geschichte des Schlosses und seiner Bewohner erzählte. Begleitet wurde diese durch mehrere Theaterprojekte. Von September bis November 2012 gab es in Zusammenarbeit mit vier weiteren Museen die Verbundausstellung „Aus dem Pottland in die Welt“ über die historische Töpferregion zwischen Weser und Leine.